# Margaret Lindholm
Margaret Astrid Lindholm Ogden (Oakland (Californië), 5 maart 1952), beter bekend onder de pseudoniemen Robin Hobb en Megan Lindholm, is een Amerikaanse schrijfster van high-fantasy- en sciencefiction-romans.
Sinds 1971 schrijft ze onder het pseudoniem Megan Lindholm; haar geboortenaam. Sinds 1995 schrijft ze tevens onder de androgyne naam Robin Hobb, hetgeen lijkt op hobbit en hobgoblin.
Ze is getrouwd met Fred Ogden en is moeder van drie volwassen kinderen en één jonger kind.

## Biografie
Margaret Astrid Lindholm werd op 5 maart 1952 geboren in Oakland, Californië. Toen ze negen jaar oud was verhuisde ze naar Fairbanks, Alaska. De verhuizing was een schok voor haar geweest. Ze woonde met haar familie in een slecht geïsoleerd huis met veel gebreken.
Na haar middelbare school deed ze de studie communicatie aan de Universiteit van Denver in Colorado. Toen ze 18 jaar was trouwde ze, en verhuisde ze naar Kodiak, Alaska. Daar begon ze met het schrijven voor kindertijdschriften en diverse lokale kranten. Tien jaar later, in het begin van de jaren 1970, begon ze met schrijven van korte fictieve verhalen voor fanzines van het fantasy- en sciencefictiongenre onder haar geboortenaam Megan Lindholm. Na een studie aan de Universiteit van Idaho te hebben gevolgd en een aantal jaar in Hawaï en het landelijke Roy, Washington te hebben gewoond, streek ze neer in Tacoma, Washington. Haar echtgenoot, Fred, is ingenieur en zeilt vaak zelf. Het gevoel van vrijheid op het water (met een huis koop je een stukje land, met een boot is de hele oceaan jouw domein) heeft haar geïnsprireerd tot het schrijven van De boeken van de Levende Schepen.
De doelstelling die Megan Lindholm zich oplegt is dat de verhalen die ze schrijft amusant moeten zijn voor haarzelf alsmede voor het publiek. In plaats van het schrijven over barbaren en grote tovenaars (het bekende Sword & Sorcery) is het de bedoeling om over gewone mensen te schrijven die buitengewone situaties meemaken. De boeken over het Rendiervolk waren de eerste waarin Megan Lindholm aan het experimenteren was met een historisch fantasygenre wat zich afspeelde in meer dan één deel.
Toen ze onder het pseudoniem Robin Hobb begon aan de trilogie over De boeken van de Zieners verkreeg ze grote bekendheid binnen het fantasygenre. Voor het schrijven van boeken gebruikt ze alleen nog maar haar pseudoniem, al schrijft ze nog wel korte verhalen onder haar eigen naam. Ze gebruikt de twee verschillende pseudoniemen omdat ze in verschillende subgenres van de fantasy schrijft. Met het verschil in namen kan ze de lezers laten weten met welk soort boek ze te maken hebben, en met welke stem ze spreekt.

### Het rendiervolk
- Tillu, vrouw van de toendra (2000), The reindeer people (1988), ook uitgebracht als Het rendiervolk
- Kerlew, broeder van de wolf (2000), Wolf’s brother (1988), ook uitgebracht als Wolfs broeder

### De Windzangers
(ook uitgebracht onder Robin Hobb)
- De vlucht (2007), Harpy's flight (1982)
- Windzangers (2007), The windsingers (1984)
- Het domein van de Limbreth (2007), The Limbreth gate (1984)
- Gelukszoekers (2008), Luck of the wheels (1989)

### Romans
- The Wizard of the Pigeons (1986) (niet vertaald)
- Cloven Hooves (1991) (Heer van het woud, 2009)
- Alien Earth (1992) (niet vertaald)
- The Gypsy (1992) (in samenwerking met Steven Brust) (niet vertaald)

#### De boeken van de Zieners

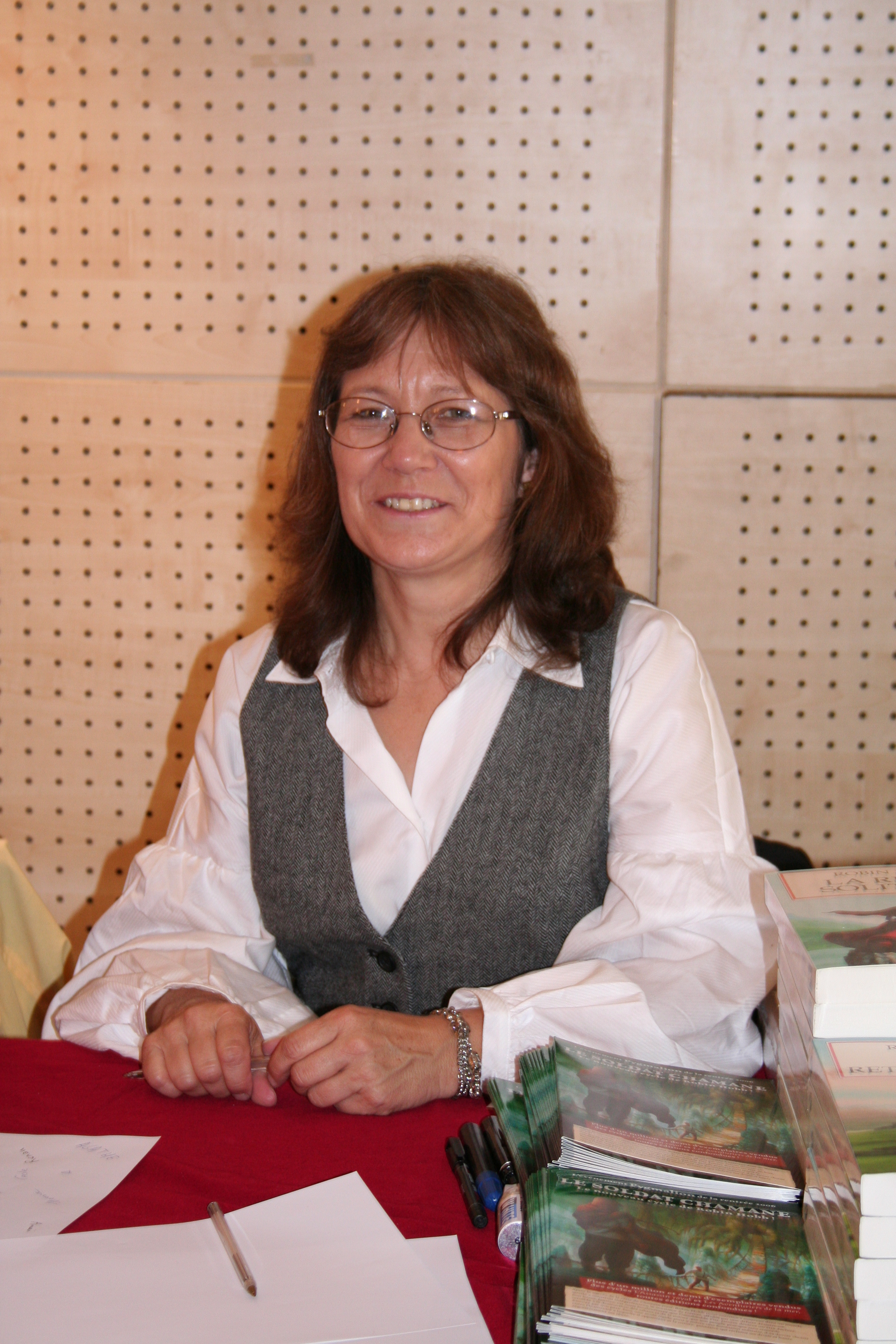
Margaret Astrid Lindholm Ogden, september 2006